# LIBRIe
LIBRIé（リブリエ）は、2004年にソニーから発売された世界で初めてE Ink方式の電子ペーパーを採用した電子書籍リーダーである。「LIBRIé」は造語で、スペイン語の“Libro”（本）や“Libreria”（書店）を意味する語に、e-Bookの“e”を付け加えたもの。2007年5月に生産を終了、電子書籍配信サイトのTimebook Townも2009年2月に運用を終えた。

## 概要
2004年4月24日に「EBR-1000EP（ASIN B0001Z8QRI）」として発売された。ディスプレイは6インチ、800×600ドットのモノクロ4階調のE Ink方式の電子ペーパーを採用。液晶ディスプレイと比べて低消費電力で見やすい画面が特徴。
データの転送は専用ランチャーをインストールしたWindows PCからメモリースティックかUSB接続で行う。インターネット接続機能は搭載されていない。
閲覧可能なファイル形式は、ソニーが開発した電子ブック規格であるBBeB（Broad Band eBook）を採用した電子書籍のみである。著作権保護技術としてはOpenMGを採用した。BBeBは当時発売されていたメモリースティックに対応したソニー製の電子辞書にも採用されていた。
Windows用のプリンタードライバ "Printer for Librie" が無償提供されていた。これを使うことでアプリケーションからプリンターに印刷するのと同じ操作で LIBRIé にデータを転送することが可能となり、印刷可能なデータであれば全て LIBRIé で閲覧できることとなった。動作保証OSはWindows XPのみであり、Windows VistaやWindows 7にも対応していないが、互換モードで動作するとの報告もある。
電子書籍コンテンツが少ないうえレンタルのみであること、実売価格が45000円前後と高価であったこと販売数が伸びず、2007年5月をもって生産を終了した。

## 電子書籍サイト
BBeBコンテンツは、ソニーと出版社各社の出資により設立した電子書籍の制作・販売会社パブリッシングリンクにより、電子書籍配信サイト「Timebook Town」が2004年4月1日に開始され、そのサイトにて電子書籍が配信・販売された。
配信形式は閲覧期間を定めたレンタル形式であり、パソコンのブラウザでタイトルを選び、購入決済を行い、マイページからデータをパソコンにインストールしたランチャーソフトにダウンロードする。レンタル期間中であればパソコン上でも閲覧が可能であり、VAIOの公式サイトでも紹介していた。レンタル期間は基本的に60日間で、それを過ぎたデータは閲覧できなくなる。
2005年4月1日より一部の書籍に対して、会員期間中であれば閲覧可能な「Long Timebookサービス」が開始された。
配信タイトルはパブリッシングリンクに出資していた講談社・角川書店・新潮社などに限られており、小学館・集英社など一ツ橋グループの出版社の作品は扱われないなど偏りがちだった。しかしながら講談社は1990年代以降に出版した講談社コミックスを積極的にKC Digitalとしてデジタルコミック化し、配信していた。
パブリッシングリンクは携帯コミックの制作・配信事業を行うようになり、2007年に同社から「タイムブックタウン」として分社化され、ソニー全額出資となった。
Timebook Townは2008年4月1日に、12月25日にコンテンツ販売の終了、2009年2月28日に全サービスを終了することを発表した。サービス終了を以て会員情報も削除されたため、電子書籍の閲覧は不可能となっている。

## 評価
初代Amazon Kindleの開発責任者の一人であるジェイソン・マーコスキーは、kindleの開発にあたって、Eインクディスプレイや、ブックマーク、ページめくりなどの基本機能はソニーのリーダーを参考にしたと述べている。
アメリカではAmazon Kindleが急速に普及したのに対し日本でLIBRIeが撤退した理由について、ソニーのCFOだった大根田伸行は、日本では携帯電話文化が強かったこと、日本では新刊がなかなか電子書籍化できなかったことなどを述べた。

## 後継サービス
2006年9月、姉妹機ソニー・リーダーがアメリカで発売された。LIBRIéのコンテンツがレンタルで提供されていたのに対し、買い切り方式で提供されるのが特徴。BBeBに加え、PDF、Microsoft Word、EPUB、テキストファイルの閲覧が可能であり、メモリースティックとSDメモリーカードの両方が使える。ヨーロッパでも2008年から発売が開始された。日本では2010年12月に発売された。
なお2009年8月にアメリカのSony Electronics社は、BBeBから完全に撤退し、ePub形式のファイルフォーマットに移行することを発表した。